# Helgas Fall und Aufstieg
Helgas Fall und Aufstieg (Originaltitel: Susan Lenox: Her Fall and Rise) ist ein US-amerikanischer Spielfilm von Robert Z. Leonard aus dem Jahr 1931 mit Greta Garbo und Clark Gable in den Hauptrollen. Der Film basiert zum Teil auf dem gleichnamigen Roman von David Graham Phillips.

## Handlung
Die junge Helga wächst als uneheliches Kind bei ihrem strengen Onkel auf. Sie führt das Leben einer Sklavin und soll, kaum erwachsen, gegen ihren Willen an Jeb Mondstrum verheiratet werden. Nach einem Vergewaltigungsversuch durch Jeb flieht Helga im strömenden Regen und läuft weg. Sie landet schließlich in der Scheune von Rodney Spencer, einem Ingenieur. Er bietet ihr Obdach und einen Pyjama an und bald schon sind beide ineinander verliebt. Als Jeb Helga auf die Spur kommt, springt Helga impulsiv auf einen vorbeifahrenden Zug. Dort nimmt sie unter dem Pseudonym Susan aus Lenoxville eine Stellung bei einem mitfahrenden Wanderzirkus an. Durch ein Missverständnis glaubt Rodney, Helga sei in der Zwischenzeit die Geliebte des Zirkusbesitzers geworden. Nach noch mehr Missverständnissen trifft Rodney Helga/Susan einige Jahre später wieder, diesmal als Geliebte eines reichen Mannes. Wieder trennen sich beide. Helga/Susan begibt sich danach auf die Suche nach Rodney und findet ihn in Südamerika, wo sie eine Stellung in einem Bordell annimmt und er zu viel trinkt. Beide haben eine dramatische Auseinandersetzung und finden schließlich zueinander.

## Hintergrund
Helgas Fall und Aufstieg wurde am 16. Oktober 1931 in den nationalen Verleih gebracht und ist heute einer der am wenigsten bekannten Garbo-Filme. An dem Drehbuch haben nicht weniger als 14 Autoren mitgewirkt, darunter Zelda Sears, King Vidor und Edith Fitzgerald. Nachdem sie in ihren vorherigen beiden Filmen Romanze und Yvonne eher der Halbwelt angehört hatte, bedeutete Helgas Fall und Aufstieg für Garbo eine Rückkehr in die mehr kleinbürgerlichen Umgebung von Anna Christie. Gleichzeitig bot der Film den Anhängern trotzdem die Gelegenheit, ihren Star als langleidende Frau zu sehen, die trotz moralisch bedenklicher Entscheidungen am Ende doch immer nur den einen Mann geliebt hat.
Der Film ist in der ersten Hälfte für eine MGM-Produktion vergleichsweise innovativ in Szene gesetzt. Starke Hell-Dunkel-Kontraste erinnern an den deutschen Expressionismus und Garbo wirkt am Anfang fast wie eine Schlafwandlerin und spricht kein Wort. Nachdem sie zu Rodney jedoch Vertrauen gefasst hat, lacht sie viel und macht Scherze. Garbos Akzent, der in den vorherigen Rollen schon recht stark war, trat im englischen Original von Helgas Fall und Aufstieg noch stärker hervor. Besonders ausgiebig betont sie das R in manchen Wörtern und rollt es gerade bei der Aussprache des Namens Rodney ausgiebig. Barry Paris berichtet in seiner Biographie Garbo, dass die Schauspielerin den Film hasste, da er die Schweden als Trinker und brutale Schläger verunglimpfen würde. Zunächst war geplant, die männliche Hauptrolle an John Gilbert, Garbos Partner in einigen erfolgreichen Stummfilmen, zu geben. Mit Clark Gable bekam Garbo schließlich einen Schauspieler an die Seite, der innerhalb der letzten acht Monate vom Statisten zum meistbegehrten männlichen Star von Hollywood aufgestiegen war. Nach Auftritten an der Seite von Joan Crawford in Laughing Sinners und Irrwege des Lebens, Constance Bennett in Herz am Scheideweg und Norma Shearer in Der Mut zum Glück hatte Gable das Image eines sexuell aktiven Mannes, der Frauen mitunter grob behandelt. So schlug er die Crawford in Irrwege des Lebens, Barbara Stanwyck in Night Nurse und vergewaltigte sogar Norma Shearer fast in Der Mut zum Glück. Nach der groben Behandlung meinte der Charakter der Shearer allerdings nur Eine neue Art von Mann und wurde anstandslos seine Geliebte. 
Insoweit war es für Gable eine Auszeichnung, neben MGMs prestigeträchtigstem Star auftreten zu dürfen. Sein Image als Raubein zeigte sich in einer Szene gegen Schluss, wenn er Helga, die in einem Bordell in Panama arbeitet, wieder trifft. Verärgert über die Begegnung greift sich Rodney eine Prostituierte und wirft sie anstatt Helgas einfach die Treppe hinunter. Die beiden Stars kamen nicht sonderlich gut miteinander aus, da Garbo das machohafte Auftreten  von Gable nicht mochte. Das Studio wollte die beiden Stars nach dem Erfolg von Helgas Fall und Aufstieg unmittelbar in Dschungel im Sturm wieder einsetzen, doch ging die Rolle am Ende an Jean Harlow.
In England hatte Helgas Fall und Aufstieg aufgrund der Romanvorlage erhebliche Probleme mit dem Zensor. Aus heutiger Sicht überrascht die offene Darstellung von Gewalt und Prostitution, wie sie vor Inkrafttreten den Production Code nicht unüblich war in Filmen der frühen 1930er.

## Kinoauswertung
Mit Produktionskosten von 580.000 US-Dollar lag der Film etwas über den MGM-Durchschnittsaufwand. Er war an der Kinokasse sehr erfolgreich und spielte national 806.000 US-Dollar ein, mehr als ein Drittel mehr als die beiden vorherigen Filme von Greta Garbo. Außerhalb der USA kamen weitere 700.000 US-Dollar hinzu, was ein kumuliertes Einspielergebnis von 1.506.000 US-Dollar bedeutete. Der Profit betrug 364.000 US-Dollar.

## Kritik
Die meisten Kritiken waren wohlwollend, zumal Greta Garbo nach ihrer Ansicht nach einer Reihe von farblosen männlichen Co-Stars endlich in den Armen eines „richtigen“ Mannes liegen würde und dort gut aufgehoben sei. Gleichzeitig wurde darauf hingewiesen, dass Greta Garbo in dem Film verhältnismäßig wenig Dialog habe und der Film daher wie ein Stummfilm daher komme. 
Die bekannte Kolumnistin Elisabeth Yeaman schrieb daher in ihrer Kolumne vom 17. November 1931 auch:

„Wenn Sie Greta Garbo in Susan Lenox gesehen haben, dann wissen Sie, dass MGM [auch versucht hat, die Schauspielerin kein Wort reden zu lassen]. Aber statt Garbo komplett unhörbar zu präsentieren, wurde der Schauspielerin gestattet, ab und zu einige Worte zu verlieren, was komplett sowohl die Illusion von Stille als auch eines Tonfilms zerstörte. Man kann bei Dialogen keine halben Sachen machen. Entweder man spricht, wenn die Gelegenheit es erfordert, oder man bleibt stumm und verlässt sich auf die Kraft der Pantomime.“

Jerzy Toeplitz lobt in seiner Filmgeschichte die Darstellung der Garbo und meinte, gerade Helgas Fall und Aufstieg mache deutlich, dass ein vordergründiges Happy End nicht das Ende der Auseinandersetzungen zwischen den Partner bedeuten müsse.